# 松下裕秀
松下 裕秀（まつした ゆうしゅう、1954年 - ） は、日本の物理化学者。名古屋大学名誉教授・元理事・副総長。元高分子学会副会長。

## 人物・経歴
1977年名古屋大学工学部合成化学科卒業。1979年名古屋大学大学院工学研究科合成化学専攻修士課程修了。1982年名古屋大学工学研究科合成化学専攻博士課程満了。1982年名古屋大学工学部合成化学科助手。1984年工学博士。1987年名古屋大学工学部講師。1994年東京大学物性研究所助教授。1999年名古屋大学工学研究科教授。2004年名古屋大学総長補佐、評価企画室長。2007年名古屋大学副総長、総合企画室長。2012年名古屋大学大学院創薬科学研究科長、高分子学会代表理事副会長。2013年名古屋大学大学院工学研究科長・工学部長。2015年国立大学法人名古屋大学理事・副総長。2020年名古屋大学定年退職、豊田理化学研究所フェロー。

## 著書
- 『物性』丸善 1996年
- 『高分子の構造と物性』（編著）講談社 2013年

## 受賞
- 井上研究奨励賞 1987[3]
- 永井学術賞 1991[3]
- Wiley高分子科学賞 1999[3]
- JPS 2007 Polymer Physics Prize 2007[3]
- 高分子学会賞 2007[3]